# Makunudhoo (Kaafu)
Pour les articles homonymes, voir Makunudhoo.
Makunudhoo ou Makunudu est une petite île inhabitée des Maldives. Elle constitue une des îles-hôtel des Maldives en accueillant le Makunudu Island Resort.

## Géographie
Makunudhoo est située dans le centre des Maldives, dans le Nord-Ouest de l'atoll Malé Nord, dans la subdivision de Kaafu. Malé, la capitale du pays, se trouve à 35 kilomètres à vol d'oiseau au sud de l'île qui est alors accessible en 50 minutes par bateau depuis l'aéroport international de Malé. Les îles voisines sont Eriyadhoo au nord, Ziyaaraifushi à l'ouest, Medhufinolhu et Madivaru au sud-ouest et Henbadhoo au sud.
L'île est de forme allongée, orientée est-ouest, d'une longueur de 280 mètres pour une largeur de 100 mètres soit une superficie de 0,024 282 km2. Le centre de l'île est couvert d'une végétation tropicale et son littoral est intégralement constitué de plages. Makunudhoo est située dans le Sud d'un récif corallien en forme de croissant.
L'île est occupée par le Makunudu Island Resort, un hôtel comportant 36 bungalows et les services courants pour un hôtel haut de gamme. Un centre de plongée sous-marine est présent sur l'île depuis 2001 et propose 28 sites différents au départ de la jetée se trouvant au sud-est de l'île.